# Бопутатсвана
Республіка Бопутатсвана — у 1977–1994 рр. «незалежний» бантустан в ПАР, створений для народу тсвана на 7 відокремлених територіях на півночі провінції Трансвааль, а також у Капській і Оранжевій провінціях.
Виникло в результаті проведення політики апартеїду в Південно-Африканській Республіці. За етнічним складом бантустан був мононаціональний, у ньому жили представники народності тсвана. Незважаючи на це, офіційними мовами держави, крім тсвана, були також англійська і африкаанс.

## Географія і економіка
Складався з семи анклавів. Фактично був найбагатшим з усіх бантустанів в силу великої кількості корисних копалин. Зокрема, величезний прибуток приносив експорт платини. Також добувалися ванадій, хром, азбест, граніт. Орні землі займали лише близько 10 % всієї площі держави.
Бантустан заробляв на гральному бізнесі. Через те, що на території власне ПАР гральний бізнес і проституція були заборонені, люди їздили розважатися в Сан-Сіті, відкритий в 1977 році місцевий аналог Лас-Вегаса. У місті виступали такі відомі виконавці, як Queen, Black Sabbath, Френк Сінатра, Елтон Джон, Сара Брайтман.

## Ліквідація
В 1994 році, коли Нельсон Мандела і Фредерік де Клерк домовилися про передачу влади в ПАР чорній більшості, президент Бопутатсвана Лукас Мангопе відмовився приєднати бантустан до ПАР. Однак в ньому почалися заворушення, в результаті боротьби різних угруповань стали гинути люди, і армія, вийшовши з підпорядкування президенту, змусила його тікати з Бопутатсвани. Призначений незабаром тимчасовий уряд погодився увійти до складу ПАР.

## Символіка
Прапор бантустану [Архівовано 12 березня 2007 у Wayback Machine.] — синє полотно з діагональною помаранчевою смугою та зображенням голови леопарда